# Jack Arnold
Jack Arnold Waks (New Haven, 14 de octubre de 1916-Woodland Hills, 17 de marzo de 1992) fue un director de cine estadounidense.

## Biografía
Jack Arnold nació en New Haven, Connecticut e inició una carrera como actor teatral y director de documentales, siendo nominado al Oscar al mejor documental por With this Hands (1950). Debutó como realizador de largometrajes con Girls in the Night (1953), un título de cine negro protagonizado por Joyce Holden.
A mediados de los 50, empezó una serie de películas fetiche. Entre las más conocidas, Ensayo dramático (1953) (un thriller psicológico con Edward G. Robinson y John Forsythe), y una serie de filmes de ciencia ficción de bajo presupuesto (la llamada serie B) como Llegó del más allá (adaptación de un relato de Ray Bradbury con Richard Carlson y Barbara Rush como protagonistas), Creature from the Black Lagoon (una película rodada en 3-D protagonizada por Julie Adams y Richard Carlson), ¡Tarántula! (donde aparece un jovencísimo Clint Eastwood) o su película más recordada, The Incredible Shrinking Man. Todas ellas fueron alabadas por su atmósfera, su cuidado escenario y sus guiones extremadamente sofisticados; la última es considerada un clásico.
Aparte de la ciencia ficción, Arnold tocó otros géneros. Dirigió westerns (como Red Sundown) (1956), algún drama (como Escala en Tokio) (1958), con Lana Turner, y comedias, como Un golpe de gracia (1959), protagonizada por Peter Sellers y Jean Seberg. A lo largo de esa década, también dirigió episodios para series de televisión como Peter Gunn, Perry Mason, Látigo o Mr. Lucky. Posteriormente alternaría sus trabajos en el cine, donde dirigió películas protagonizadas por Bob Hope como Soltero en el paraíso (1961) o Un biberón en la ONU (1964) con contribuciones a la pequeña pantalla como Dr. Kildare, La isla de Gilligan, The Brady Bunch, McCloud, La mujer biónica, Wonder Woman, Vacaciones en el mar o La bella y la bestia.
Arnold murió por una arteriosclerosis en Woodland Hills, Los Ángeles, California a la edad de 76 años. Fue enterrado en el Westwood Village Memorial Park.

## Filmografía
- The Valley of the Shadow (1947)
- With These Hands (1950)
- The Challenge (1951)
- World Affairs Are Your Affairs (1951)
- Working Through College (1951)
- Girls in the night (1953)
- Ensayo dramático (The Glass Web) (1953)
- Llegaron desde el espacio exterior (It Came from Outer Space) (1953)
- Creature from the Black Lagoon (1954)
- Revenge of the Creature (1955)
- ¡Tarántula! (1955)
- Regreso a la tierra (This Island Earth) (1955)
- Sangre en el rancho (Red Sundown) (1956)
- The Incredible Shrinking Man (1957)
- El vestido roto (The Tattered Dress) (1957)
- Man in the Shadow (1957)
- High School Confidential! (1958)
- Hijos del espacio (The Space Children) (1958)
- Escala en Tokio (The Lady Takes a Flyer) (1958)
- Monster on the Campus (1958)
- No Name on the Bullet (1959)
- Un golpe de gracia (The Mouse That Roared)(1959)
- Soltero en el paraíso (Bachelor in Paradise) (1961)
- Un biberón en la ONU (A Global Affair) (1964)
- Los impetuosos (The Lively Set) (1964)
- Hello Down There (1969)
- Black Eye (1974)
- Boss Nigger (1975)
- Conspiración en Suiza (The Swiss Conspiracy) (1976)
- The Wackiest Wagon Train in the West (1976)
- Sex and the Married Woman (1977)